# Museu Arqueològic de Tessalònica
El Museu Arqueològic de Tessalònica és un museu situat en la ciutat de Tessalònica a la regió Macedònia Central, Grècia. Conserva i interpreta artefactes dels períodes arcaics, clàssics, hel·lenístics i romans, sobretot de la ciutat de Tessalònica i de la regió de Macedònia en general.

## Edifici i exposicions
El Ephorate of Antiquities va ser el primer servici fundat l'any 1912, tan sols dues setmanes després que la ciutat passés a la sobirania grega. El 1925 una mesquita musulmana otomana la Yeni Cami se li va lliurar a l'administració civil del Servei d'Arqueologia convertint-se en el seu primer edifici. El museu actual està situat en un edifici dissenyat per l'arquitecte Patroklos Karantinos i és un exemple de les tendències de l'arquitectura moderna de Grècia. El nou museu va ser inaugurat l'any 1962, es va afegir una nova ala el 1980. Entre el 2001 i el 2006, en el període previ als Jocs Olímpics d'Atenes 2004, el museu va ser restaurat i les seves exposicions permanents reorganitzades novament. L'any 2014 es van construir un gran magatzem subterrani junt amb altres instal·lacions educatives.

## Col·leccions
L'edifici del museu va fer una renovació completa a la dècada del 2000, junt amb el seu contingut que també va ser objecte d'una revisió completa. L'exposició permanent es divideix en cinc unitats: 
- «N'hi ha 5000, 15000, 200000 anys», la vida en la prehistòria de Macedònia.
- «Cap al naixement de ciutats», segles XII - VIII aC.
- «Macedònia», del segle VII aC. a l'antiguitat tardana.
- «Tessalònica», metròpoli de Macedònia durant el període romà imperial.
- «L'or de Macedònia», la importància de l'or a Macedònia durant els períodes arcaic i clàssic.
- «El camp jardí tomba», forma part de les col·leccions que es troben a l'exterior, al voltant de la relació amb la mort: sarcòfags, el mur dels morts, altars i la presentació d'una vil·la grecoromana.

## Galeria

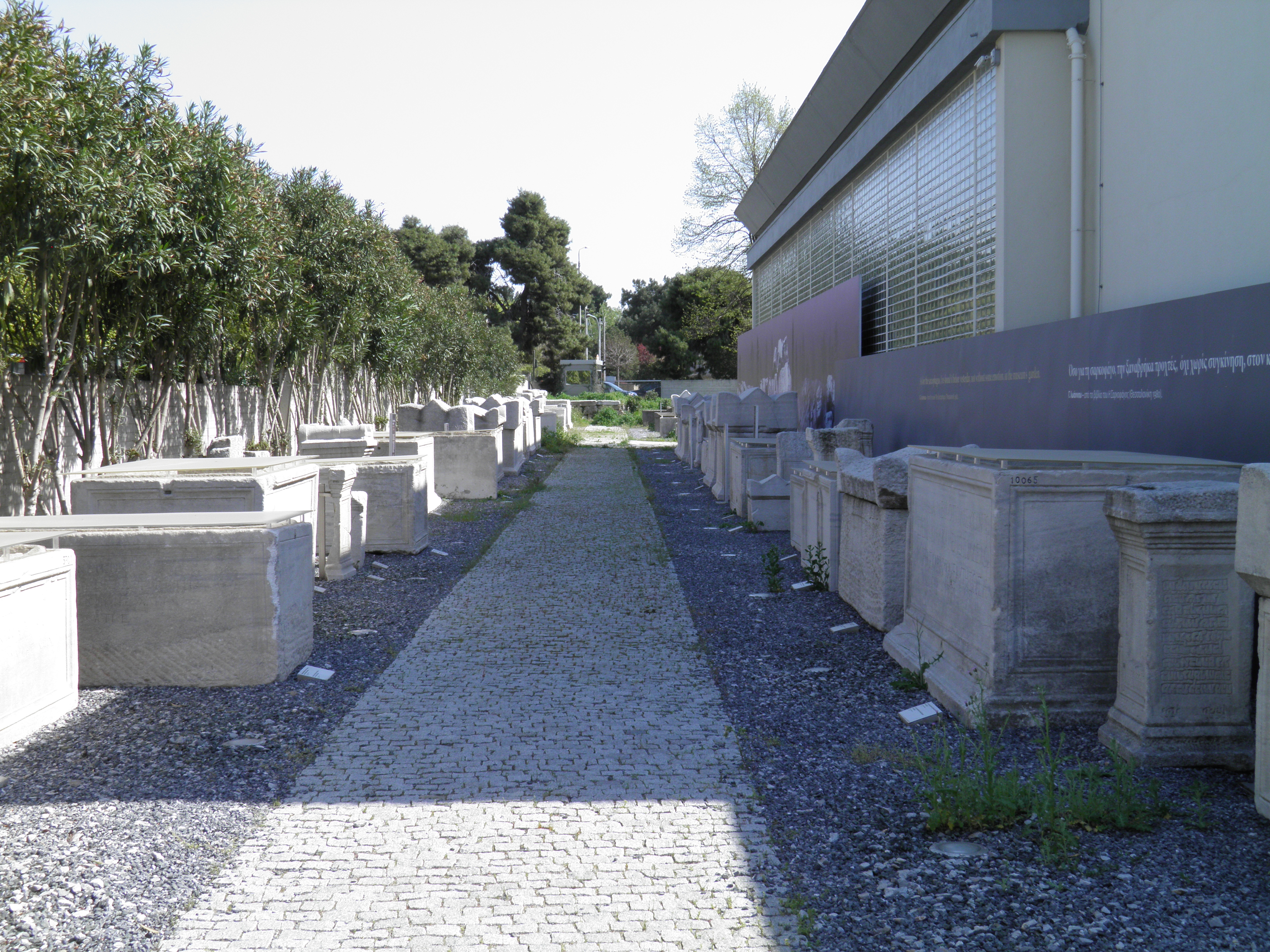
Presentació a l'exterior.
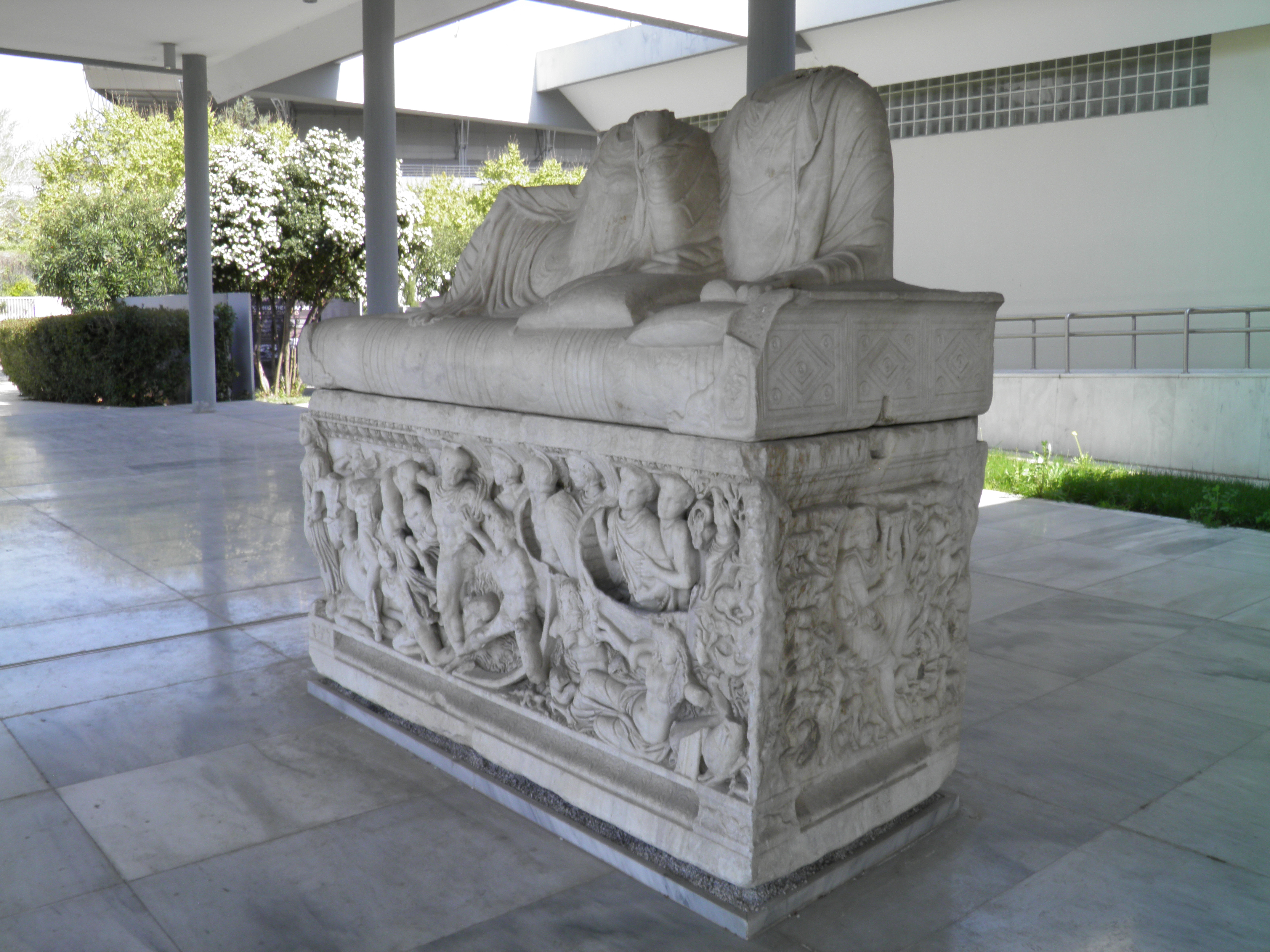
Sarcòfag amb escena d'amazonomàquia i la caça del senglar.
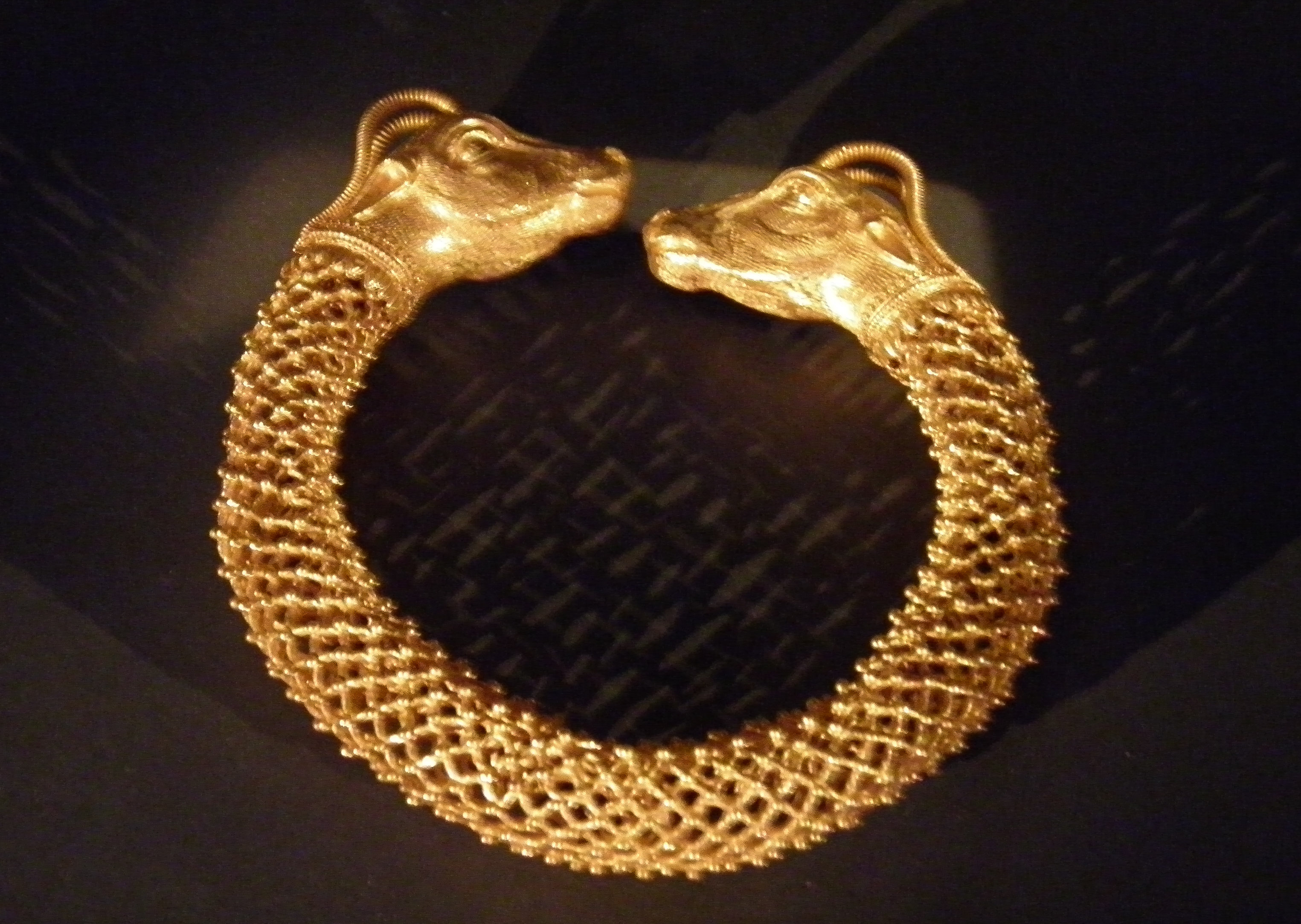
Braçalet d'or.
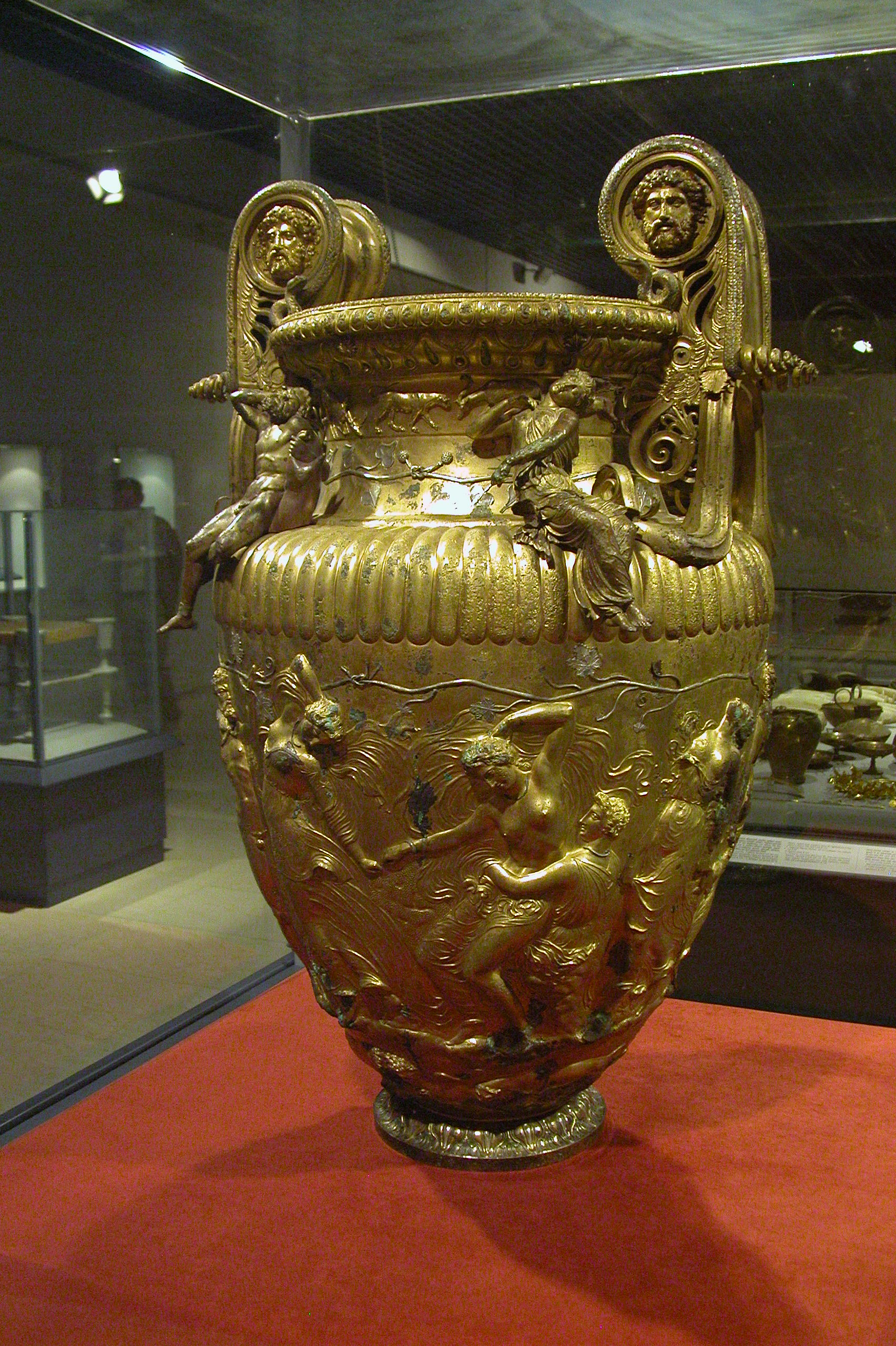
Crater de Derveni procedent de la Necròpolis de Derveni.
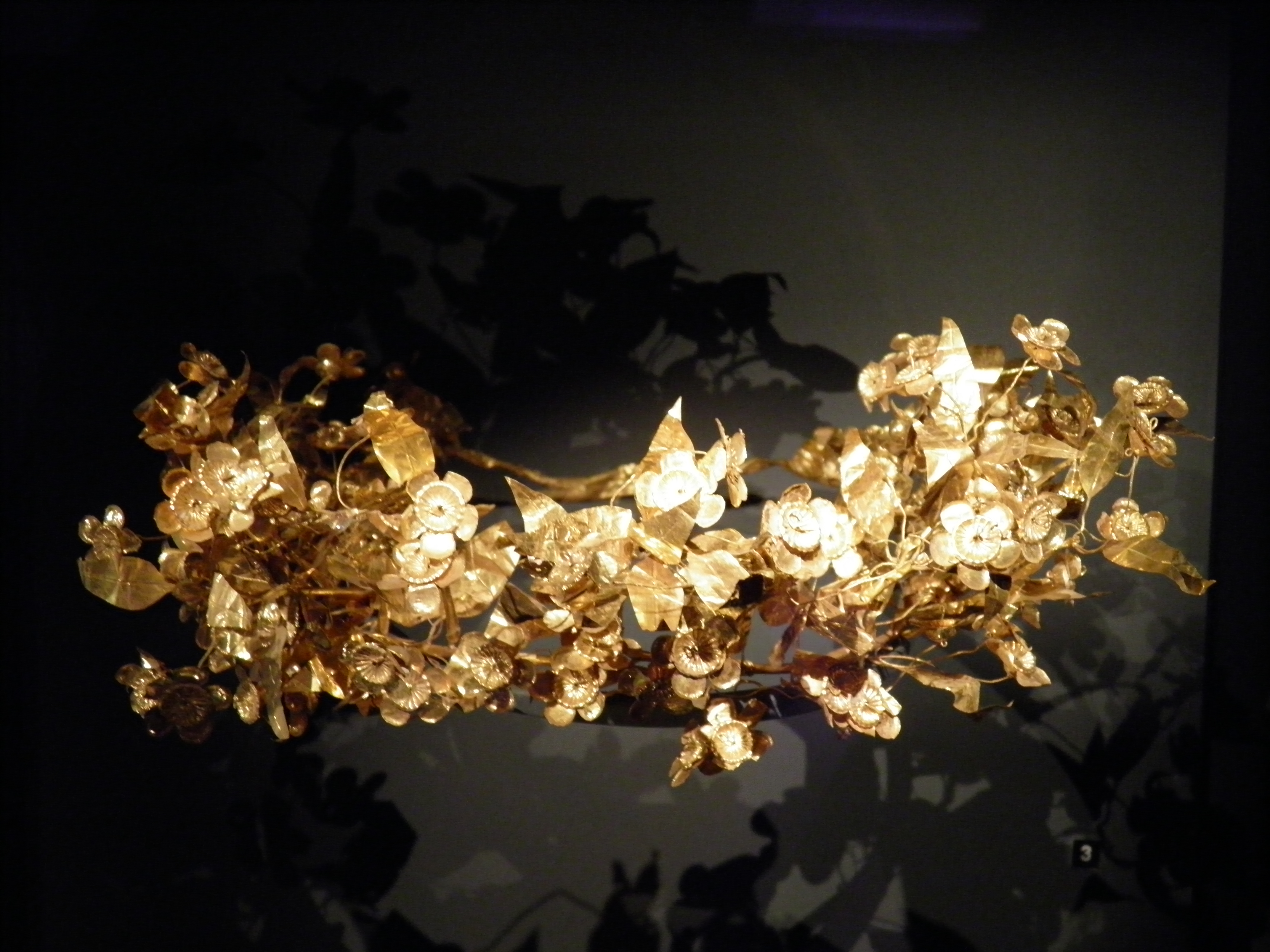
Corona d'or macedònica.